# Астрагал одеський
Астрага́л одеський (Astragalus odessanus Besser.) — рослина роду астрагал родини бобових.

## Біологічні особливості виду
Причорноморський ендемічний вид з фрагментованим ареалом, який скорочується.
Хамефіт. Напівкущ 40-100 см заввишки зі стрижневою кореневою системою. Стебла здерев'янілі на значній висоті, вкриті темнокоричневою корою, яка відшаровується. Річні пагони тонкі, опушені притиснутими двороздільними волосками. Листки непарнопірчасті, 3-7 см завдовжки, з 5-8 парами від довгасто-еліптичних до вузько лінійних листочків. Суцвіття головчаста густа багатоквіткова китиця 2-4 см завдовжки, чашечка трубчаста з лінійно-шилоподібними зубцями, густо опушена білими волосками з домішкою чорних, квітки червоно-фіолетові. Боби довгасті, притиснуто біловолосисті з домішкою дрібних чорних волосків. Цвіте у травні-липні, плодоносить у червні-серпні. Розмножується насінням.

## Поширення і екологія виду
Рідкісний вид. Росте в Північному Причорномор'ї, Правобережному степу (у межах підзони типчаково-ковилових степів та південної частини типчаково-ковиловорізнотравних степів), західній частині Лівобережного Злакового степу. Популяції займають незначні площі та характеризуються низькими показниками чисельності. Щільність 1-7 особин на 10 м2. Часто відсутні особини ранніх фаз онтогенетичного розвитку, у вікових спектрах домінують генеративні рослини. Особини в популяціях розміщені переважно дифузно, рідко утворюють невеликі скупчення. Вид рідкісний через фрагментарність ареалу, ізольованість популяцій, низька насіннєва продуктивність, слабка конкурентна спроможність виду, нездатність до вегетативного розмноження. Знищення екотопів в результаті розробок кар'єрів, випасання та рекреаційних навантажень.
Умови місцезростання: Відслонення вапняків, кристалічних порід, кам'янисто-щебенисті ґрунти, еродовані схили та осипища (у складі агломеративних угруповань і петрофітно-степових фітоценозів). Ксерофіт. Петрофіт.

## Режим збереження
Охороняється на території ПЗ «Єланецький Степ», низки ботанічних заказників та пам'яток природи. Необхідно розширити мережу заповідних об'єктів, вирощувати в ботанічних садах, здійснювати моніторинг популяцій. Заборонено збирання рослин, порушення умов місцезростань (формування кар'єрів, терасування та заліснення схилів).
Вирощують в Криворізькому ботанічному саду НАН України.

## Класифікація
Астрагал одеський у деяких джерелах розглядається як синонім Astragalus cornutus.